# Nectophryne afra
Nectophryne afra är en groddjursart som beskrevs av Buchholz och Peters in Peters 1875. Nectophryne afra ingår i släktet Nectophryne och familjen paddor. IUCN kategoriserar arten globalt som livskraftig. Inga underarter finns listade i Catalogue of Life.